# José Efromovich
José Efromovich (* 1955 in La Paz, Bolivien) ist ein brasilianischer Geschäftsmann polnisch-jüdischer Abstammung. Er ist Präsident der brasilianischen Fluggesellschaft Avianca Brazil sowie im Aufsichtsrat der AviancaTaca-Holding.

## Leben
Seine Familie stammt ursprünglich aus Polen. Auf der Suche nach einer neuen Heimat wanderten seine Eltern nach dem Zweiten Weltkrieg zunächst nach Bolivien, später nach Chile aus, wo die Familie sich ab 1955 zunächst in Arica niederließ. 1964 zogen sie dann nach São Paulo in Brasilien. Seine Biografie ist eng mit der seines Bruders Germán Efromovich verbunden, mit dem er 2003 die Synergy Group, ein Mischkonzern von Unternehmen in Brasilien gründete.
Zunächst gaben beide im Stadtteil Bom Retiro in São Paulo Privatunterricht für junge brasilianische Schüler, die die Reifeprüfung abzulegen hatten. Einer guten Gelegenheit folgend etablierten sie danach in São Bernardo do Campo eine private Reifeschule, die dann in eine Regelschule umgewandelt wurde. Zu jener Zeit gehörte Luiz Inácio Lula da Silva, damals noch Metall-Gewerkschafter, Arbeiterführer und spätere Präsident Brasiliens zu den zeitweise bis zu 2000 Schülern. Nachdem die Reife-Kurse die staatliche Anerkennung durch die Behörden erhielten, konzentrierten sich die beiden auf ihre eigene fachlich-technische Ausbildung im Fach Maschinenbau. Zu diesem Zweck verkauften sie das Schul-Business.
Nach einem Abschluss als Bauingenieur am Mackenzie-Institut von São Paulo gründete er zunächst mit seinem Bruder ein kleines Ingenieursunternehmen, welches Industrie-Inspektionen und Qualitäts-Bewertungen von Öl- und Gaspipelines in Erdölraffinerien der staatlichen Petrobras durchführte. Dabei ging es vor allem um die technische Prüfung von Schweißnähten. Später erfolgte die Diversifizierung ihrer Tätigkeiten, indem zwei weitere Unternehmen hinzu kamen, welche Dienstleistungen für die Industrie und den Verkauf von Industrieprodukten betrieben, unter anderem radioaktive Materialien für die Medizin. Im Anschluss richteten die beiden Brüder ihre Ziele auf die Entwicklung und Konstruktion von Bohrinseln. Da eine dieser Bohrinseln im Meer versank und aufgrund eines darauffolgenden juristischen Disputs mit der Versicherung und der Petrobras, wandte er sich dem Luftfahrgeschäft zu. Dies geschah eher zufällig, da einer der Kunden nicht bar bezahlen konnte, stattdessen überließ er zwei Flugzeuge als Pfand. Dies war der Anfang ihres neuesten Geschäfts, ein Lufttaxi-Unternehmen. Sie nannten es OceanAir und transportierten Beschäftigte der Ölindustrie von und nach Rio de Janeiro.

„Zu der Zeit agierten wir im Ölgeschäft in Macaé. Ein Kunde konnte die Rechnung nicht bezahlen und bot zwei Flugzeuge im Austausch für die Dienstleistungen. So starteten wir mit den Flugzeugen Personal und unsere Freunde zu transportieren, die uns baten mitfliegen zu können. Ich erkannte dann, dass ich damit Geld verdienen könnte.“

Mit seinem Bruder Germán Efromovich erfolgte dann im Jahr 1998 die Gründung der OceanAir, die ab April 2010 in Avianca Brazil umbenannt wurde. Heute zählt Avianca Brazil zu einem ernsthaften Konkurrenten der führenden Airlines in Brasilien, der TAM und Gol, da Avianca Brazil im Verbund mit AviancaTaca das Streckennetz in den kommenden Jahren ausbauen wollen und in der Mitgliedschaft mit der Star Alliance (Avianca Brazil ist noch nicht Mitglied) die Verbindungen mit der Welt über Codeshare-Abkommen weiter voranbringen werden. Dazu gehört auch eventuell ein Einstieg bei der TAP Portugal, die privatisiert werden soll.